# Unplanned
Unplanned ist ein US-amerikanisches Filmdrama aus dem Jahr 2019 von Cary Solomon und Chuck Konzelman. Die Handlung basiert auf der Lebensgeschichte von Abby Johnson, die von Ashley Bratcher gespielt wird, und thematisiert Abtreibungen in den Vereinigten Staaten.

## Handlung
Als junge Freiwillige mit guten Vorsätzen beginnt die US-Amerikanerin Abby Johnson ihre Tätigkeit bei Planned Parenthood. Jahre später ist sie selbst erfolgreiche Leiterin einer Planned-Parenthood-Klinik. Nachdem sie selbst bei einer Abtreibung assistiert, beginnt sie ihren Beruf zu hinterfragen, kündigt ihre Stelle bei Planned Parenthood und engagiert sich in der Lebensrechtsbewegung, was zum Konflikt mit ihrem früheren Arbeitgeber führt.

## Produktion
Die Dreharbeiten fanden in Stillwater, Oklahoma, unter dem Arbeitstitel Redeemed statt. Das Budget betrug 6 Millionen US-Dollar.

## Veröffentlichung
Unplanned wurde am 29. März 2019 in den USA durch Pure Flix veröffentlicht. Der Film erhielt in den USA die MPAA-Altersfreigabe R (entspricht einer Freigabe ab 17 Jahren), unter anderem aufgrund einer gezeigten Abtreibungsszene, was seine Vermarktung einschränkte. Die Veröffentlichung in Kanada folgte am 12. Juli 2019.
Die Deutschlandpremiere erfolgte am 3. September 2020 in Fulda. Die Synchronisation wurde von der Stiftung Ja zum Leben finanziert. Am 16. Oktober 2020 wurde Unplanned in Deutschland auf DVD und Blu-ray veröffentlicht, mit einer FSK-Freigabe ab 16 Jahren.
Die Vermarktung in vielen Ländern wurde durch die Thematik des Films erschwert, da manche Kinobetreiber den Film aus Sorge vor politischen Reaktionen nicht in ihr Programm aufnahmen und sich Fernsehkanäle weigerten, den Film zu bewerben.

## Rezeption
Nach seinem Kinostart spielte Unplanned in den USA etwa 18 Millionen US-Dollar ein.